# Acanthella minuta
Acanthella minuta är en svampdjursart som beskrevs av Tanita 1968. Acanthella minuta ingår i släktet Acanthella och familjen Dictyonellidae.
Artens utbredningsområde är havet kring Japan. Inga underarter finns listade i Catalogue of Life.